# Euphorbia mangelsdorffii
Euphorbia mangelsdorffii är en törelväxtart som beskrevs av Werner Rauh. Euphorbia mangelsdorffii ingår i släktet törlar, och familjen törelväxter. IUCN kategoriserar arten globalt som sårbar. Inga underarter finns listade i Catalogue of Life.